# 1563
1563 (MDLXIII) fue un año común comenzado en viernes del calendario juliano.

## Acontecimientos

### Hispanoamérica
- 30 de mayo: Fundación de Boconó Estado Trujillo en Venezuela.
- 17 de junio: Jerónimo Luis de Cabrera funda a 400 km al sur de la Ciudad de los reyes, la Villa de Valverde del Valle de Ica, como una expedición para construir una nueva cabecera para el virreinato del Perú.
- 8 de julio: Fundación de La Villa de Victoria de Durango, en el "Valle del Guadiana" por Francisco de Ibarra en lo que hoy es el estado de Durango, México
- 5 de agosto: Descubrimiento de las minas de Huancavelica.
- 29 de agosto: El rey Felipe II, en la ciudad de Guadalajara, dictó una Real Cédula por el cual se creó la Presidencia y Real Audiencia de Quito en Ecuador.
- 27 de noviembre: Fundación de la Ciudad de Cartago a cargo de Juan Vázquez de Coronado

### Europa
- 15 de febrero: en la actual Bielorrusia ―en el marco de la Guerra de Livonia― las tropas rusas de Iván el Terrible (el primer zar de Rusia) toman la ciudad de Pólotsk (228 km al norte de Minsk). Poco después de la captura de la ciudad, Iván el Terrible manda a ejecutar a todos los hombres, mujeres y niños judíos que se niegan a convertirse al cristianismo.
- 19 de marzo: Se promulga el Edicto de Amboise que pone fin en Francia a la Primera Guerra de Religión.
- 11 de noviembre: El Concilio de Trento promulga el Decreto Tametsi, que regulará hasta 1947 la forma del matrimonio canónico.
- 4 de diciembre: Se clausura oficialmente el Concilio de Trento (iniciado 13 de diciembre de 1545).

## Arte y literatura
- Pieter Brueghel el Viejo: La torre de Babel.
- 23 de abril: colocación de la primera piedra del Escorial

## Fallecimientos
- 18 de febrero: Francisco de Guisa - dirigente de los católicos franceses (n. 1519)
- 1 de diciembre: Andrea Schiavone, pintor veneciano de origen dálmata (n. 1510).
- 18 de agosto: Étienne de La Boétie, escritor francés (n. 1530).